# NGC 1361
NGC 1361 je galaksija u zviježđu Eridan.

## Vanjske poveznice
- SEDS: NGC 1361